# گام نزدیک

نمایش دایره پنجم‌ها بر اساس گام‌های ماژور و مینور

گام نزدیک (انگلیسی: Closely related key) یک گام مرتبط و نزدیک به تنالیته است. در موسیقی، گام اصلی را همراه با «گام‌های نزدیک» و «گام‌های دور» مورد استفاده قرار می‌دهند. چنین گام‌هایی در دانش هارمونی، دارای ارتباط و پیوندی قوی با گام اصلی هستند. این همبستگی گام‌ها بر اساس دایره پنجم‌ها و گام نسبی تعریف می‌شود.
«گام نزدیک» علاوه بر ساختار قوی که با تنالیتهٔ اصلی دارد، به‌عنوان واسطه یا مشترک برای مدولاسیون به «گام‌های دور» در پیوند با زنجیره‌ای از «دایره پنجم‌ها» قرار می‌گیرد. به‌عنوان مثال: مد‌گردی از دو ماژور به سل ماژور به ر ماژور، یا از دو ماژور به دو مینور به می بمل ماژور.
در موسیقی دوره کلاسیک مدولاسیون به «گام‌های دور» رایج نبود و وحدتِ «تنالیته» از اهمیت زیادی برخوردار بود. در این دوره آهنگسازانی مانند یوزف هایدن و ولفگانگ آمادئوس موتسارت به این اصول پایبند بودند. به‌عنوان مثال موتسارت در «سونات پیانو شماره ۷ (K.309)» تنها از گام‌های نزدیک و مرتبط با پایهٔ اصلی (نمایان، رو پایه، رو نمایان) برای مدولاسیون استفاده کرده‌است.
با توجه به درجات گام ماژور بر اساس تونیک، شش گام نزدیک و مرتبط عبارتند از:
- روپایه (ii) یک گام مینور هم خانواده با زیر نمایان
- میانی (iii) یک گام مینور و هم خانواده با نمایان.
- زیرنمایان (IV) با کمتر از یک «دیز» یا بیشتر از یک «بمل» مرتبط است با دایره پنجم‌ها.
- نمایان (V) با بیشتر از یک «دیز» یا کمتر از یک «بمل» مرتبط است با دایره پنجم‌ها.
- رونمایان (vi) یک گام مینور با همان «سرکلید»گام اصلی.
- گام موازی (i) یک گام مینور که دارای «تونیک» مشترک اما «سرکلید» متفاوت است.

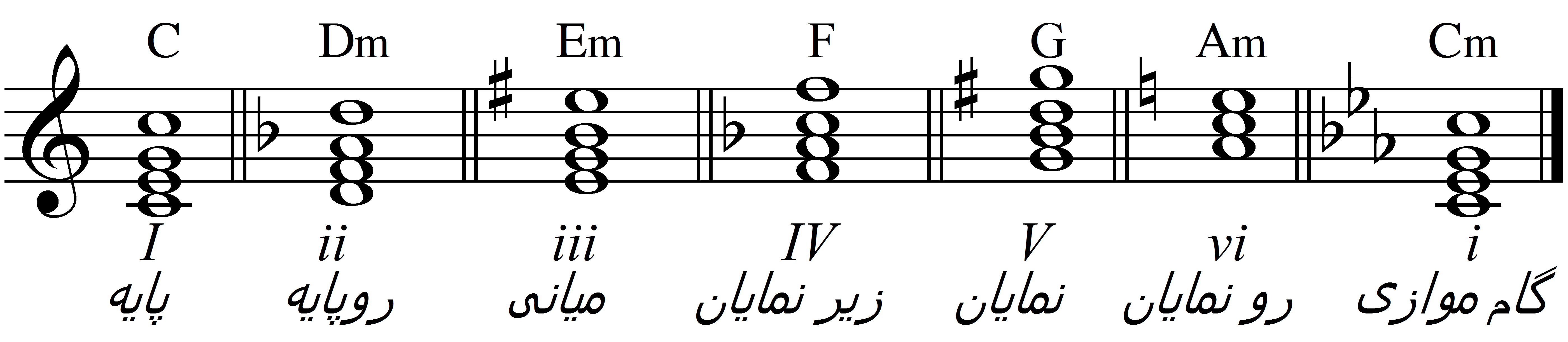
مثال از گام‌های نزدیک و مرتبط با دو ماژور

| گام ماژور (تونیک) | گام نسبی (رونمایان) | زیرنمایان، نمایان، روپایه و میانی                     | گام موازی (مینور)     |
| ----------------- | ------------------- | ----------------------------------------------------- | --------------------- |
| دو ماژور          | لا مینور            | فا ماژور، سل ماژور، ر مینور، می مینور                 | دو مینور              |
| سل ماژور          | می مینور            | دو ماژور، ر ماژور، لا مینور، سی مینور                 | سل مینور              |
| ر ماژور           | سی مینور            | سل ماژور، لا ماژور، می مینور، فا دیز مینور            | ر مینور               |
| لا ماژور          | فا دیز مینور        | ر ماژور، می ماژوز، سی مینور، دو دیز مینور             | لا مینور              |
| می ماژور          | دو دیز مینور        | لا ماژور، سی ماژور، فا دیز مینور، سل دیز مینور        | می مینور              |
| سی ماژور          | سل دیز مینور        | می ماژور، فا دیز ماژور، دو دیز مینور، ر دیز مینور     | سی مینور              |
| سل بمل ماژور      | می بمل مینور        | دو بمل ماژور، ر بمل ماژور، لا بمل مینور، سی بمل مینور | فا دیز مینور (مترادف) |
| ر بمل ماژور       | سی بمل مینور        | سل بمل ماژور، لا بمل ماژور، می بمل مینور، فا مینور    | دو دیز مینور (مترادف) |
| لا بمل ماژور      | فا مینور            | ر بمل ماژور، می بمل ماژور، سی بمل مینور، دو مینور     | سل دیز مینور          |
| می بمل ماژور      | دو مینور            | لا بمل ماژور، سی بمل ماژور، فا مینور، سل مینور        | می بمل مینور          |
| سی بمل ماژور      | سل مینور            | می بمل ماژور، فا ماژور، دو مینور، ر مینور             | سی بمل مینور          |
| فا ماژور          | ر مینور             | سی بمل ماژور، دو ماژور، سل مینور، لا مینور            | فا مینور              |